# Dirk Wouda
Dirk Frederik Wouda (Noordhorn, 5 april 1880 – Leeuwarden, 11 juni 1961) was een Nederlands ingenieur en architect.

## Leven en werk
Dirk Wouda volgde in Warffum de hogereburgerschool en in Groningen de Rijks hogereburgerschool. Hij studeerde daarna in Delft en werd civiel ingenieur. In 1908 verhuisde hij naar de stad Leeuwarden, waar hij werkte bij Provinciale Waterstaat. Later werd hij benoemd tot hoofdingenieur. Daarnaast was hij eerst secretaris en later voorzitter van de Vereniging voor Middelbaar Technisch en Ambachtsonderwijs in Leeuwarden.
Wouda is vooral bekend vanwege zijn ontwerp van het stoomgemaal bij Lemmer dat in 1920 werd geopend door koningin Wilhelmina. Het draagt sinds 1947 zijn naam: Ir. D.F. Woudagemaal. In 1933 maakte hij het ontwerp voor de Grote Kerkstraat 29 in Leeuwarden ten behoeve van de Buma Bibliotheek.
Beide gebouwen zijn als rijksmonument aangewezen.

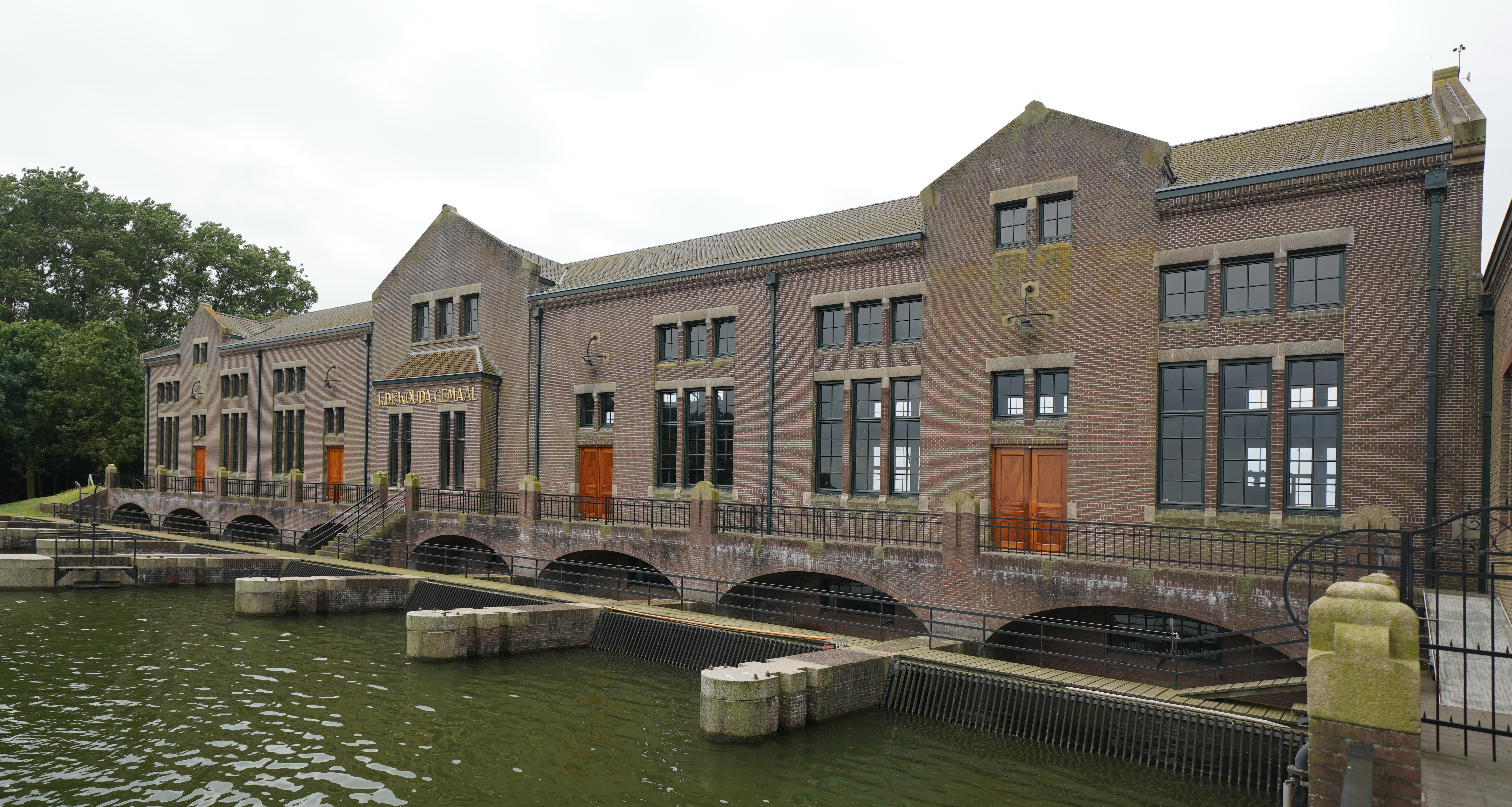
Ir. D.F. Woudagemaal
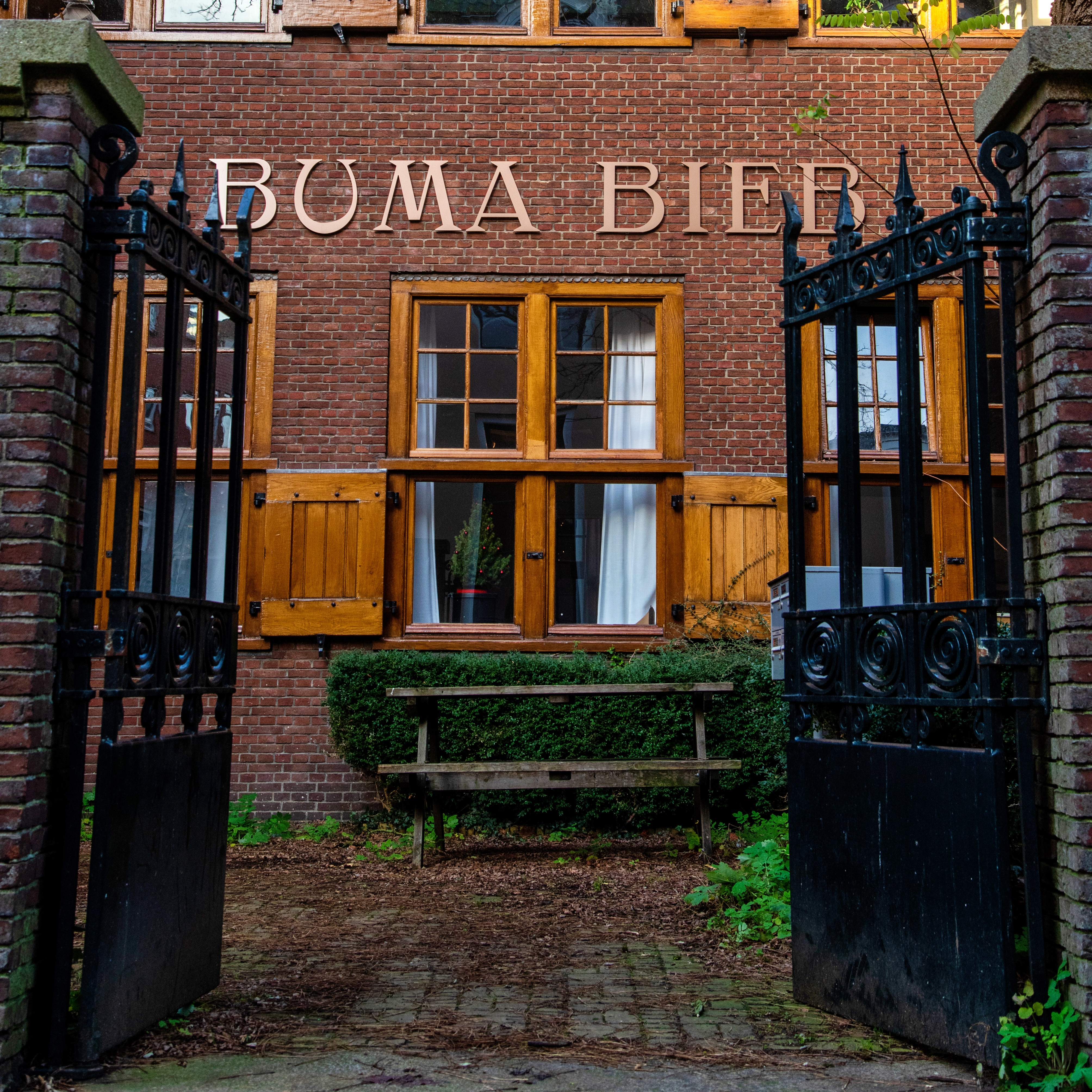
Buma Bibliotheek